# Tân Lập, Thanh Sơn
Tân Lập là một xã thuộc huyện Thanh Sơn, tỉnh Phú Thọ, Việt Nam.
Xã Tân Lập có diện tích 32,41 km², dân số năm 1999 là 4256 người, mật độ dân số đạt 131 người/km².